# Linh dương hoẵng Ader
Linh dương hoẵng Ader (Cephalophus adersi) là một loài động vật có vú trong họ Bovidae, bộ Artiodactyla. Loài này được Thomas mô tả năm 1918.

## Hình ảnh

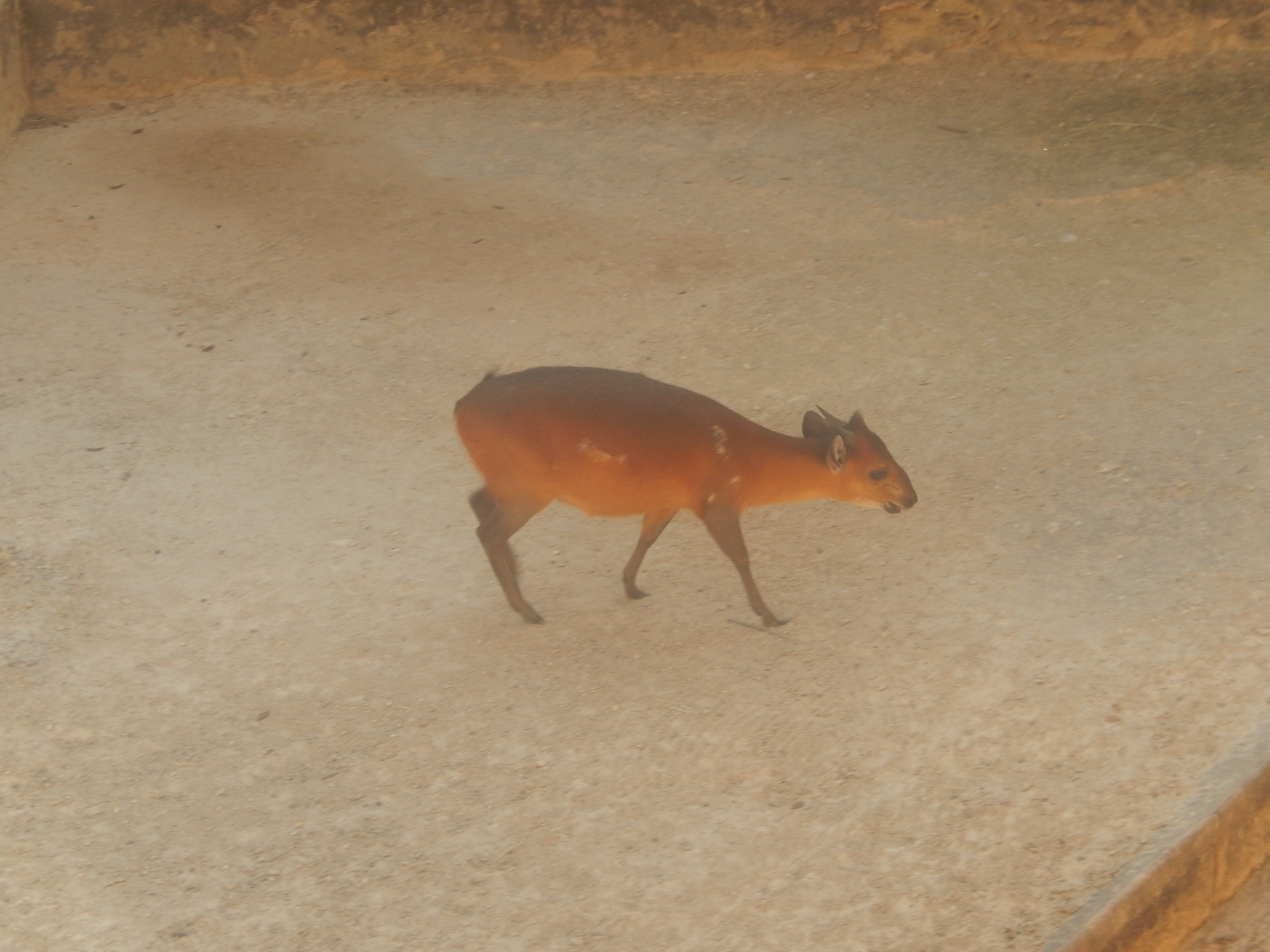